# コイイロ
「コイイロ」は、AZUの3枚目のシングル。

## 収録曲
1. コイイロ
作詞：AZU&leonn 　作曲：日比野裕史
2. 月の雫
作詞：AZU　作曲：渡辺徹
3. コイイロ (INSTRUMENTAL)
4. 月の雫 (INSTRUMENTAL)